# Маландіно
Маландіно (рос. Маландино) — присілок у Здвінському районі Новосибірської області Російської Федерації.
Входить до складу муніципального утворення Петраковська сільрада. Населення становить 335 осіб (2010).

## Історія
Згідно із законом від 2 червня 2004 року органом місцевого самоврядування є Петраковська сільрада.

## Населення
| 2002 | 2007 | 2010 |
| ---- | ---- | ---- |
| 397  | ↘364 | ↘335 |